# San Genaro de Boconoíto
Pour les articles homonymes, voir Boconoito.
San Genaro de Boconoíto est l'une des quatorze municipalités de l'État de Portuguesa au Venezuela. Son chef-lieu est Boconoíto. En 2011, la population s'élève à 23 757 habitants.

## Géographie

### Subdivisions
La municipalité possède une seule paroisse civile et une parroquia capital, traduite ici par « capitale » (en italiques et suivie d'une astérisque) avec, chacune à sa tête, une capitale (entre parenthèses) :
- Antolín Tovar Aquino (San Nicolás) ;
- Capitale San Genaro de Boconoíto * (Boconoíto).